# Wilhelm Küchelbecker, Dichter und Rebell

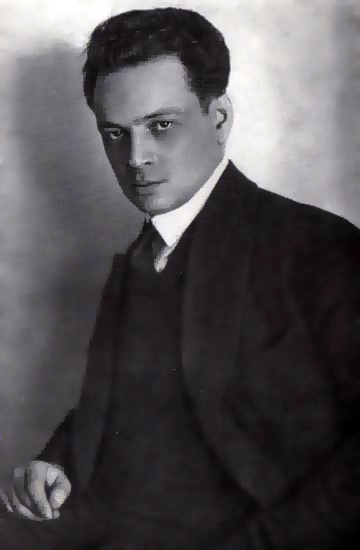
Juri Tynjanow

Wilhelm Küchelbecker, Dichter und Rebell (russisch Кюхля, Kjuchlja – Küchel) ist ein historischer Roman des sowjetischen Schriftstellers Juri Tynjanow aus dem Jahr 1925. Der Autor dieser Biographie in Prosa resümiert, die Freunde Küchelbeckers wollten stets einen festen Platz für den rastlosen Dichter finden. Das misslang jedes Mal. Gehetzt und gepeinigt von den Beamten des Zaren sei der Rebell schließlich den „Ordnungsmenschen“ unterlegen.
Maria Einsteins Übersetzung brachte Gustav Kiepenheuer 1929 in Berlin auf den deutschsprachigen Buchmarkt. Der Roman wurde ins Niederländische (Kjoechlja), Französische (Le Disgracié) und Slowakische (Čudák Willi) übertragen.

## Historischer Hintergrund
Nach dem gescheiterten Dekabristenaufstand vom Dezember 1825 in Sankt Petersburg wird der auf der Flucht befindliche Wilhelm Küchelbecker in einem vom Kriegsminister A. I. Tatischtschew unterzeichneten geheimen Schreiben vom 4. Januar 1826 als „lang und hager“ beschrieben. Weiter heißt es darin: „Augen vorquellend, Haar braun, verzieht beim Sprechen den Mund; keine Koteletten, Bartwuchs spärlich; Haltung schlecht, schiefer Gang; spricht gedehnt.“

## Handlung
Willi
Als der 13-jährige Adlige Wilhelm, Willi gerufen, das Pensionat in Verro mit Auszeichnung absolviert hat, beruft seine Mutter, die Witwe Ustinja Jakowlewna, den Familienrat ein. Willi wird auf das Lyzeum Zarskoje Selo geschickt. Die gerade eröffnete Eliteschule für Knaben liegt nur eine halbe Stunde Fußweg vom Tagungsort des Familienrates entfernt. In den ersten Jahrgang werden noch Willis spätere Schulfreunde Baron Anton Antonowitsch Delwig, Iwan Puschtschin, Wanja genannt und Puschkin, Sascha genannt, aufgenommen. Zur Eröffnung des Schuljahres am 19. Oktober 1811 erlebt der frischgebackene Lyzeumszögling Willi den Besuch des Zaren, der Kaiserin Elisabeth und des Großfürsten Konstantin.
Bechelkückeriade
Willis lange, gebeugte Gestalt, das Stottern, der Jähzorn und die Schwerhörigkeit reizen die Zöglinge zu Späßen. Der „ungeschlachte Küchel“ lässt sich nicht beirren, lernt selbstbewusst und ehrgeizig. Im Dezember 1814 trägt Willi anlässlich der Versetzungsprüfung dem alten Dershawin im Schatten Puschkins aus seinen Versen vor.
Puschkin behält im Gegensatz zu Willi stets die Übersicht. Als Willi aus Versehen den Großfürsten Michail Pawlowitsch umarmt, weil er ihn für seinen Onkel Pawel Petrowitsch Albrecht hält, macht ihn der Freund hernach lachend auf seinen Irrtum aufmerksam.
Am 8. Juni 1817 ist die Lyzeumszeit zu Ende. Willi – verwirrt – umarmt Puschkin zum Abschied.
Petersburg
Küchelbecker ist im gerade eröffneten Adligen Pensionat am Pädagogischen Institut als Lehrer für Russische Literatur angestellt. Wilhelm erzieht in dem Pensionat Puschkins jüngeren Bruder Ljowa. Alexander Puschkin zerstreitet sich mit Wilhelm, weil er die hohe Meinung des Freundes zum Werk Schukowskis nicht teilen kann.
Küchelbecker lernt im Hause Nikolai Gretschs, in dem auch Faddei Bulgarin verkehrt, Kondrati Rylejew und Alexander Gribojedow kennen. Rylejew ist jener Poet, der in einem seiner Gedichte Araktschejew einen Schuft genannt hat. Gribojedow flüstert dem Hausherrn zu, Küchelbecker sei doch dieser Verrückte. Gretsch bejaht lachend, fügt aber bei, „verrückt in edlem Sinne“. Wilhelm befreundet sich mit Gribojedow, wundert sich aber über den neuen Freund: Wie kann Gribojedow mit Bulgarin, diesem „gemeinen Geschöpf“, befreundet sein?
Schulfreund Delwig nimmt Wilhelm in den Salon Sofja Dmitrijewna Ponomarjowas, in dem auch Iwan Krylow verkehrt, mit. Wilhelm umarmt die erstaunte Sofja. Die Ehefrau des Joakim Iwanowitsch Ponomarjow nimmt den linkischen Verehrer nicht ernst; macht ihre schlechten Scherze mit ihm; stellt sich vor dem schockierten Liebhaber tot.
Puschkin reizt den Zaren mit seinen Versen. Als der Dichter 1820 ein Bild Louvels mit der Unterschrift Lektion für Zaren unter Theaterpublikum kursieren lässt, ist das Maß voll. Der Herrscher lässt Puschkin in den Süden verbannen.
Küchelbecker will nicht mehr im Pensionat unterrichten. Puschtschin nimmt Wilhelm zu Nikolai Turgenew mit. Letzterer vertritt vor etwa fünfzehn Männern die Meinung: „Die russischen Bauern müssen unverzüglich im ganzen Reich von ihren Ketten befreit werden … Die Vorteile der republikanischen Regierung sind unbestreitbar.“ Es ist „gefährlich, die Selbstherrschaft aufzugeben, bevor die Leibeigenschaft abgeschafft ist.“ Turgenew will eine Zeitung drucken lassen. Aus dem Plan wird nichts.
Als das Semjonow-Regiment rebelliert, geht Rylejew mit Küchelbecker hin. Immerhin wird der verhasste Regimentskommandeur Oberst Schwarz durch den alten General Bistrom ersetzt.
Wilhelms ältere Schwester Ustinja Karlowna heiratet Grigori Glinka, Professor für Russische Literatur an der Universität Dorpat. Glinka hat ein Landgut im Dorf Sakup im Gouvernement Smolensk geerbt.
Europa
Küchelbecher sucht Ende Oktober 1820 Ludwig Tieck in dessen Dresdner Arbeitszimmer auf. Gelangweilt mustert Tieck den Besucher unsteten Blickes. Von Klopstock will Tieck nichts wissen: „Ein schwerfälliger, unsauberer Dichter mit entzündeter Phantasie. Ein gefährlicher Dichter. Ein Skeptiker.“ Ebenfalls in Dresden freundet sich Wilhelm mit dem jungen Odojewski an. Mitte November kommt es in Weimar zu einer Begegnung mit Goethe. Küchelbecker notiert: „Goethe ist von mittlerem Wuchs, seine schwarzen Augen blitzen von Feuer und Geist … Er spricht langsam. Die Stimme ist leise und angenehm.“ Goethe freut sich augenscheinlich, als der Besucher von Kostproben seiner frühen Lyrik berichten kann, die Schukowski ins Russische übertragen habe.
Derweil berichtet Benckendorff daheim dem Zaren von einem Geheimbund, dem auch Küchelbecker angehöre. Der Herrscher ist außer sich. Der Grünschnabel wird unter Geheimaufsicht gestellt. Als Sekretär Alexander Lwowitsch Naryschkins verbringt Wilhelm den Winter auf das Jahr 1821 in Paris. Als der Sekretär in Paris Vorlesungen, die Russische und Französische Literatur betreffend, hält, verweist ihn der Pariser Präfekt des Landes. Wilhelm erreicht über Dijon, Nizza und Warschau sein Petersburg. Der Heimkehrer sucht oft seinen Bruder, den Marineleutnant Mischa, auf. Beim Bemühen um eine Anstellung hilft Nikolai Turgenew; schaltet seinen Vorgesetzten, den Fürsten Golizyn, ein. Golizyn bringt den Fall Küchelbecker im Gespräch mit Graf Nesselrode zur Sprache. Nesselrode schlägt dem Imperator die Verschickung des unruhigen Küchelbecker in eine unruhige Region vor. Wilhelm geht am 19. September 1821 mit General Alexei Jermolow als Kanzlist in den Kaukasus.
Kaukasus
Die Ankunft im Oktober 1821 in Tiflis bringt ein Wiedersehen mit Gribojedow. Der Dramatiker diskutiert mit dem angereisten Dichterfreund seine Komödientheorie. Gribojedow durchschaut eine Hofintrige. Diebitsch und Paskewitsch wollen ihn in Persien kaltstellen. Im Tifliser Umfeld wimmelt es von Feinden. Bei einem seiner unbekümmerten Ausritte ohne Begleitschutz wird Küchelbecker von einem Tschetschenen attackiert und kann nur mühevoll das nackte Leben retten. Gribojedow sucht und findet den Freund glücklicherweise. Auch Russen machen den beiden Freunden zu schaffen. Gribojedow laboriert nach einem Duell mit Hauptmann Jakubowitsch an einem Armdurchschuss. Erstaunlicherweise äußert Jakubowitsch im Gespräch mit Küchelbecker eine „Heilprozedur“ für die russische Misere: „Der einzige Ausweg, den ich kenne, ist die völlige Ausrottung der kaiserlichen Familie.“ General Jermolow empfängt ein streng geheimes Schreiben aus dem Umkreis des Zaren. Darin legt Fürst Wolkonski den Einsatz des Hitzkopfes Küchelbecker in lebensbedrohlicher Mission nahe. Der General weist das Ansinnen diplomatisch zurück.
Der Heißsporn Küchelbecker beleidigt den Beamten Pochwisnew. Die Kampfhähne duellieren sich und überleben ohne einen Kratzer. Zur eigenen Verwunderung schreibt General Jermolow dem Choleriker Küchelbecker eine gute Abschlussbeurteilung.
Auf dem Lande
Wilhelm zieht sich zu seiner Schwester Ustinja auf das oben erwähnte Gut Sakup der Familie Glinka in den Landkreis Duchowschtschina zurück, dichtet und schreibt an einer Tragödie. Thema: Tyrannenmord. Auf einem seiner Ausritte lernt er Dunja kennen. Das junge hübsche Mädchen ist mit den Glinkas verwandt. Nach einer Woche Bekanntschaft küsst sich das Paar und schwört „einander ewige Liebe“. Wie schon in Paris und Tiflis muss der Edelmann Küchelbecker auch das beschauliche Sakup verlassen, nachdem er wieder einmal für Ärger und Missfallen gesorgt hatte. Als ein Gutsherr aus der Nachbarschaft einen seiner Leibeigenen geteert und gezüchtigt hatte, war Wilhelm eingeschritten.
Söhne des Vaterlandes
Küchelbecker geht nach Moskau zu Dunja. Deren Mutter und Tante weisen den gefährlichen jungen Mann mit dem komischen Aussehen und dem schlechten Ruf sehr höflich ab. Auch mit seinem Almanach scheitert Wilhelm. So geht er 1824 nach Petersburg zurück und gerät dort in die Fänge von Gretsch und Bulgarin; schreibt für die Söhne des Vaterlandes. Während Gretsch – auch vermöge Wilhelms Arbeit – zu Wohlstand gelangt, darbt der Schreiberling; muss bei seinem Bruder Mischa in der Kaserne Quartier nehmen. Gretsch kooperiert unter der Hand mit Maxim Jakowlewitsch von Fock, einem Abteilungsleiter der Geheimpolizei des Zaren. Zerstreuung bringen Wilhelm in jener Zeit zwei Lyrikerkollegen – Kondrati Rylejew und Sascha Odojewski. Wilhelm will von dem begüterten Sascha kein Geld annehmen. Die Freunde Sascha Odojewski, Puschtschin und Delwig schaffen die Verabreichung der Finanzspritze doch mit einem spaßigen Trick.
Wilhelm begegnet dem Hauptmann Jakubowitsch in dessen Petersburger Wohnung wieder. Anwesend sind noch Sascha Odojewski, Rylejew, Alexander Bestuschew und Dmitri Schtschepin-Rostowski. Rylejew will im Herbst 1825 Wilhelm in die konspirative Arbeit einbeziehen.
Dezember
Am 19. November 1825 stirbt Seine Kaiserliche Majestät Alexander I. in Taganrog. Rylejew will die günstige Gelegenheit nutzen und fordert Bestuschew zur Inspektion der zum Aufstand bereiten Truppen auf. Fürst Trubezkoi wird zum Diktator gewählt. Die Aufstandsleitung tagt in Rylejews Wohnung. Küchelbecker wird von Rylejew in die Geheimgesellschaft aufgenommen und erfährt bei der Gelegenheit, sein Bruder Mischa ist längst Mitglied. Wilhelm geht im Auftrag Rylejews zu seinem Bruder. Mischa verhandelt gerade mit Dorofejew und Kuroptew. Das sind Repräsentanten der zum Aufstand bereiten Matrosen. Wilhelm tut es Rylejew und den Brüdern Bestuschew gleich – spricht des Nachts zur Vorbereitung der Rebellion in Petersburg auf der Straße Soldaten an.
In der Nacht zum 14. Dezember 1825 fällt die Wahl auf Pjotr Kachowski. Der Offizier soll während der Erhebung Nikolaus erschießen. Trubezkoi hingegen möchte abwarten, weil er die gegnerische Artillerie fürchtet. Rylejew begründet seine Entscheidung: „Wir sind dem Tode geweiht. Wir müssen handeln. Haben Sie vergessen, daß wir verraten sind? Der Hof weiß schon vieles, aber nicht alles und wir sind stark genug.“
Der Peter-Platz
Während der Parade am 14. Dezember 1825 auf dem Petersburger Peter-Platz verweigern aufständische Truppen den Treueid auf den neuen Zaren Nikolaus. Letzterer erscheint ohne Gefolge und schickt Miloradowitsch in den Kampf. Der Generalgouverneur der Hauptstadt setzt Kavallerie gegen die Meuterer ein. General Toll will Artillerie anfordern. Der neue Imperator zögert. Zivilisten bewerfen ihn mit Steinen. Kugeln pfeifen über ihn hinweg. Küchelbecker will jenen Großfürsten Michail Pawlowitsch, den er auf dem Lyzeum Zarskoje Selo versehentlich umarmt hatte, erschießen. Drei Versuche bleiben ohne Erfolg. Das Pulver in der Pistole war zuvor nach einer rasanten Kutschfahrt, die in einem Petersburger Schneehaufen geendet hatte, nass geworden. Generalgouverneur Miloradowitsch fällt. General Toll bedrängt den neuen Zaren angesichts bevorstehender Abenddämmerung mit der Erteilung des längst überfälligen Artillerie-Einsatzbefehls. Nikolaus ordnet einen letzten Vermittlungsversuch an. Als am Nachmittag das Tageslicht schwächer wird, mäht die Kaiserliche Artillerie die Aufständischen nieder.
Der Diktator Trubezkoi hatte sich an dem 14. Dezember auf dem Peter-Platz nicht blicken lassen.
Ein Stück ihres Weges gehen Küchelbecker und Kachowski gemeinsam nach Hause.
Flucht
Die Meuterer Küchelbecker und Kachowski werden in Petersburg polizeilich gesucht. Wilhelm flieht in westliche Richtung. Der Gesuchte erreicht über die Sakuper Gegend und Wilna am 19. Januar 1826 Warschau und wird in der Weichselmetropole festgenommen.
Festung
An Händen und Füßen gefesselt durchläuft Küchelbecker die Haftanstalten Peter-und-Paul-Festung, Festung Schlüsselburg, Festung Dünaburg, Festung Reval und Sveaborg.
Wilhelms Mutter Ustinja Jakowlewna und Wilhelms Braut Dunja dringen bis zur Witwe Pauls I. beziehungsweise bis zum Zaren vor. Vergebliches Bitten – die Antwort ist in beiden Audienzen lediglich Bedauern über einen solchen Sohn beziehungsweise Bräutigam. Auch Wilhelms Schwester Ustinja kommt ohne Ergebnis aus Petersburg nach Sakup heim.
Das Ende

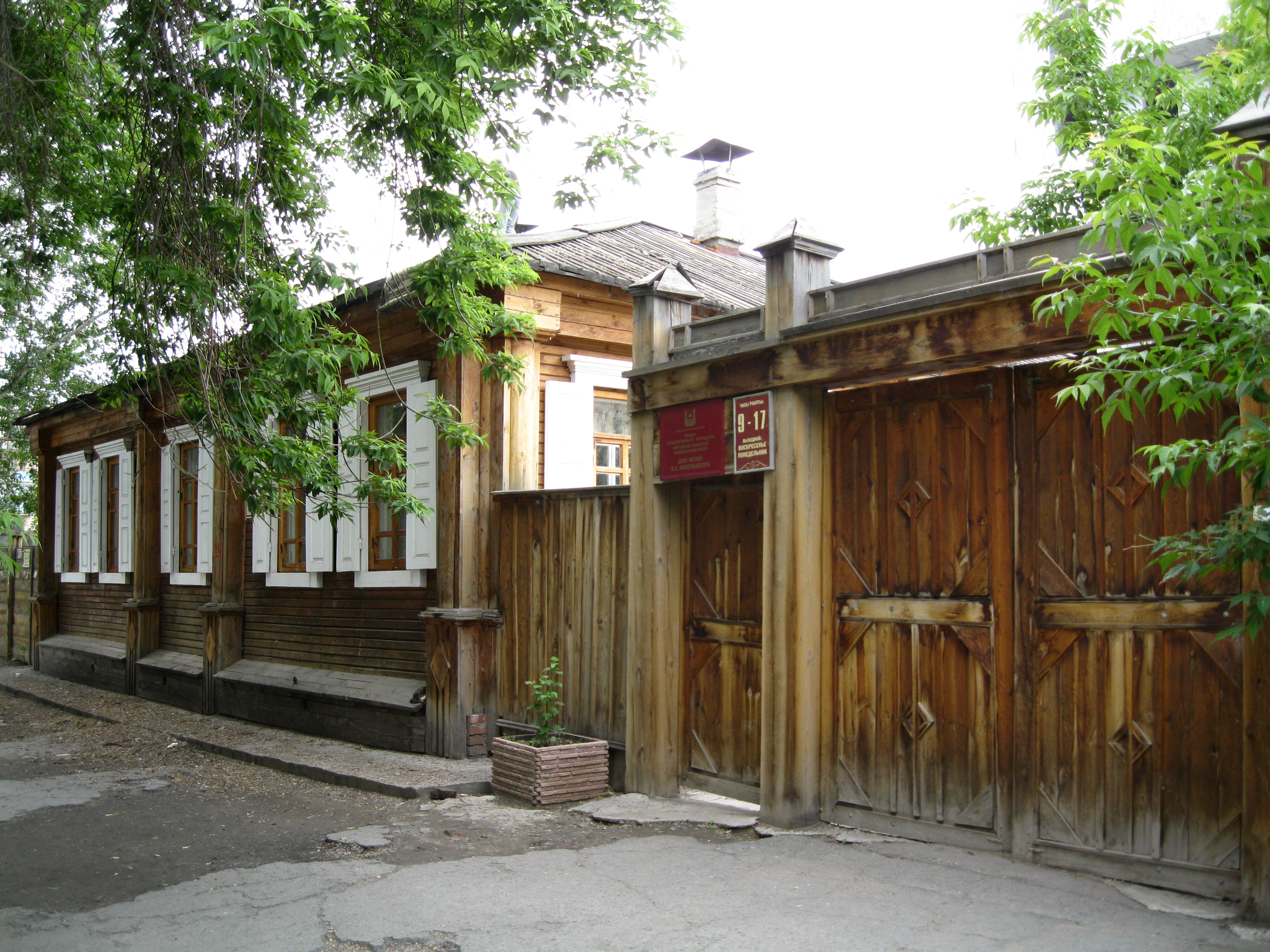
Wilhelm-Küchelbecker-Museum Kurgan

Für den Rest seines Lebens der Ketten ledig, darf Wilhelm in Sibirien frei in Vorortsiedlungen leben. Er zieht nach Bargusin, Akscha, Kurgan und Tobolsk. 1837 heiratet Wilhelm in Bargusin Drossida Iwanowna, genannt Dronjuschka, die Tochter des Postmeisters Iwan Artenow. Aus der Ehe gehen Kinder hervor. Am 14. März 1846 erreicht Wilhelm mit seiner Familie Kurgan und trifft dort Puschtschin. Die Kiste mit den unveröffentlichten Manuskripten hat Wilhelm seit langem nicht angerührt, als er sich am  23. August 1846 von Dronjuschka für ewig verabschiedet. Der Sterbende, auf die Versorgung seiner Kinder bedacht, schärft seiner Frau ein, sie solle die Manuskripte in Petersburg verkaufen.

## Selbstzeugnis
- „Ich achte die rauhen, unfertigen Pechvögel, die Stammler, … in denen sich die Geschichte plump schichtet und die deshalb bei Umstürzen gewalttätig sind.“[27]

## Rezeption
Russische Äußerungen
- Gorki lobt um 1927 Tynjanows „ausgezeichneten, meisterhaften Roman“ und schreibt an Wsewolod Iwanow: „Es werden sehr bedeutende Bücher geschrieben, völlig unerwartete, wie beispielsweise Tynjanows ‚Küchelbecker, Dichter und Rebell‘.“[28]
- Kornej Tschukowski erinnert sich, wie ihm Tynjanow auf einem Spaziergang über den Newski-Prospekt das Gerüst seines Küchelbecker-Romans, also die Relationen des Dichters zu Puschkin, Rylejew, Gribojedow und Puschtschin bildhaft beschrieben habe und fügt bei: „Er [Tynjanow] brauchte kaum noch in Archiven Erkundigungen einzuziehen, da er alles im Kopf hatte.“[29]
- Der OPOJAS-Mitstreiter B. Eichenbaum habe sich 1925 überrascht gezeigt, wie der ausgewiesene Literaturtheoretiker Kollege Tynjanow plötzlich mit einer Prosaarbeit vor die Öffentlichkeit trete.[30]
- W. Basanow[31]: „Der Dichter Küchelbecker war den Literaturhistorikern lange Zeit lediglich als komisch-skurrile Gestalt bekannt. Erst die Arbeiten von J. Tynjanow setzten Küchelbecker wieder in seine Bürgerrechte ein und zeigten die außerordentliche ideologische und künstlerische Bedeutung seiner Dichtung.“[32]

Deutsche Äußerungen
- 1975 merkt Mierau an: „Tynjanow erzählt das Leben Küchelbeckers als einen jähen Umschlag vom komischen Buffo ins Pathetische und Tragische, …“.[33]
- In dem Kapitel Festung erzählt Tynjanow von der letzten Begegnung Küchelbeckers mit seinem Jugendfreund Puschkin am 14. Oktober 1827 auf der Station Salasy[34]. Der „Staatsverbrecher“ Küchelbecker wird von der Festung Schlüsselburg auf die Festung Dünaburg überführt. Da Küchelbecker auf der ersteren Festung in der Einzelhaft mitunter halluzinierte – mit nicht anwesenden Freunden sprach – muss der nüchternere Leser eine eingebildete Begegnung annehmen. Wladimir Lewin belehrt uns 1977[35] eines Besseren: Zwar wusste Tynjanow wohl von vorgespiegelten Wahrheiten in historischen Dokumenten. Aber die erzählten Begebenheiten seien wahr. So auch die zufällige letzte Begegnung der beiden Dichterfreunde.

### Verwendete Ausgabe
Juri Tynjanow: Wilhelm Küchelbecker, Dichter und Rebell. Ein historischer Roman. Aus dem Russischen von Maria Einstein. Mit einem Nachwort von Wladimir Lewin. 400 Seiten. Verlag Volk und Welt, Berlin 1977 (2. Aufl., Redaktion: Ilse Tschörtner)

### Sekundärliteratur
- Fritz Mierau (Hrsg.): Juri Tynjanow: Der Affe und die Glocke. Erzählungen. Drama. Essays. 624 Seiten. Verlag Volk und Welt, Berlin 1975 (1. Aufl.)